# Bursaria spinosa
Espèce
Classification phylogénétique
Bursaria spinosa est une espèce de plantes à fleurs de la famille des Pittosporaceae. C'est un arbuste originaire d'Australie.

## Description
C'est un arbuste de 3 à 4 m de haut, aux feuilles spatulées longues de 2 à 4,5 cm, aux fleurs blanches.

## Répartition
On le trouve sur toute la côte est et sud-est de l'Australie depuis Cairns au nord jusqu'à Ceduna au sud-est ainsi que sur les côtes est et nord de la Tasmanie.

## Galerie

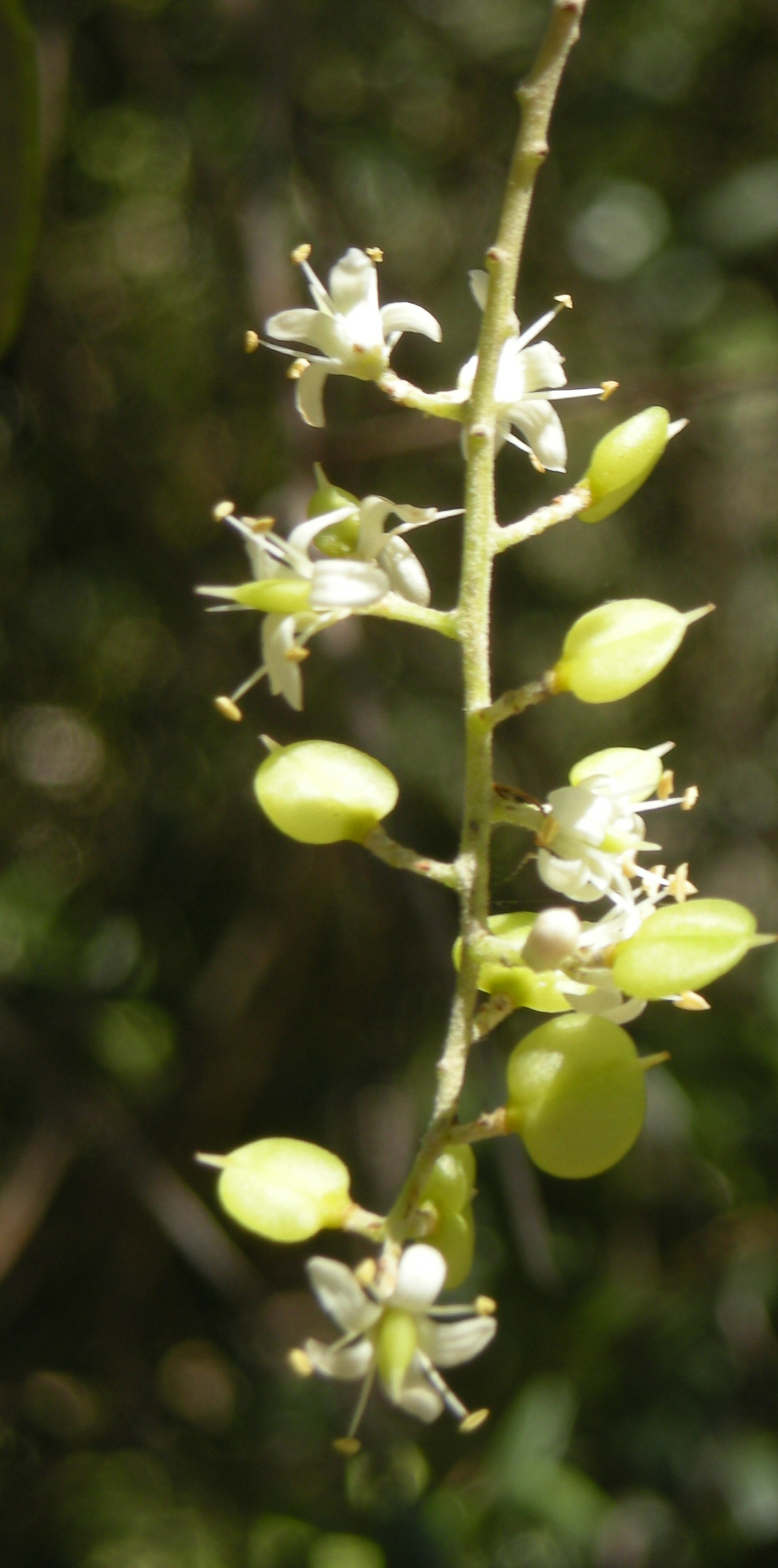
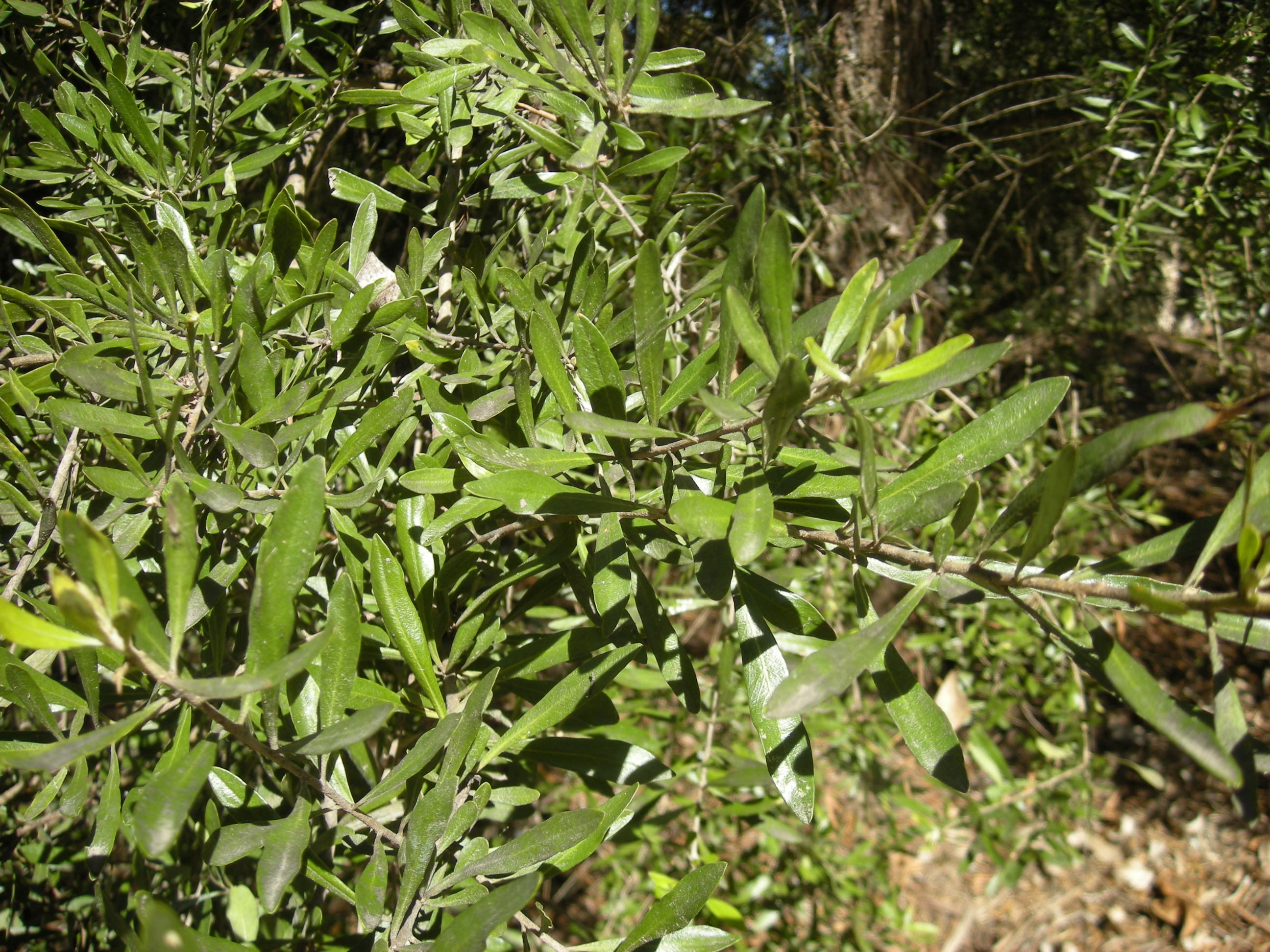